# William Van Alen
William Van Alen (10 de agosto de 1883 – 24 de maio de 1954) foi um arquiteto estadunidense, mais conhecido como o arquiteto encarregado de projetar o Chrysler Building, da cidade de Nova Iorque (1928–30).

## Vida

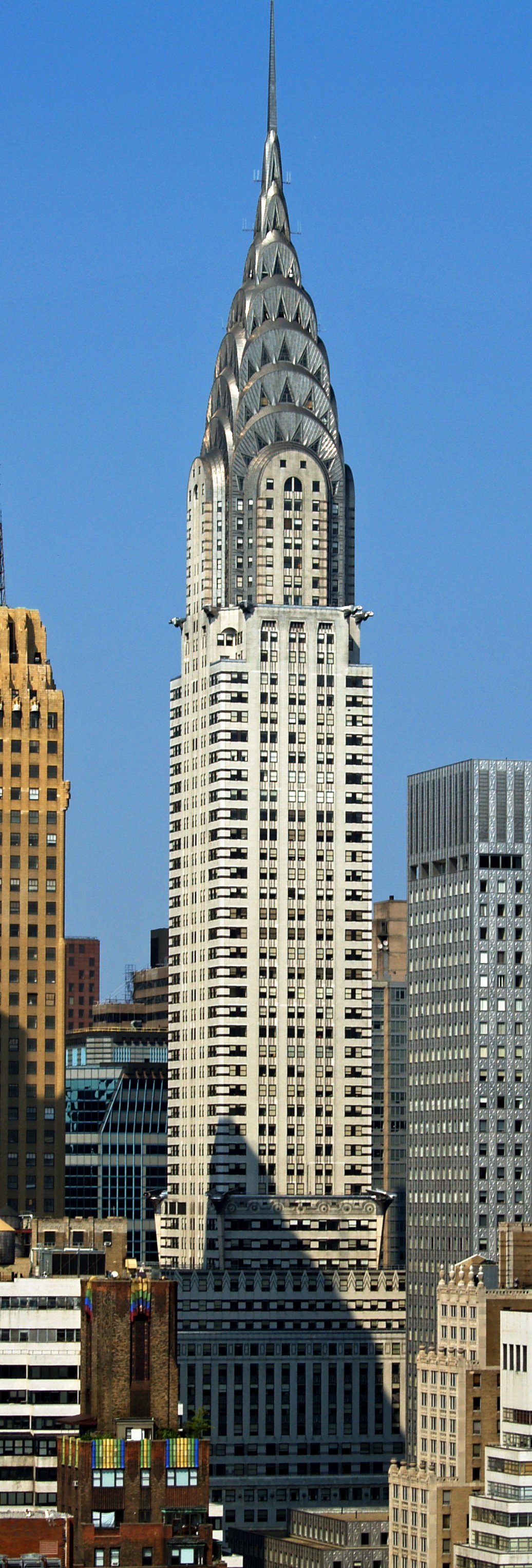
Chrysler Building

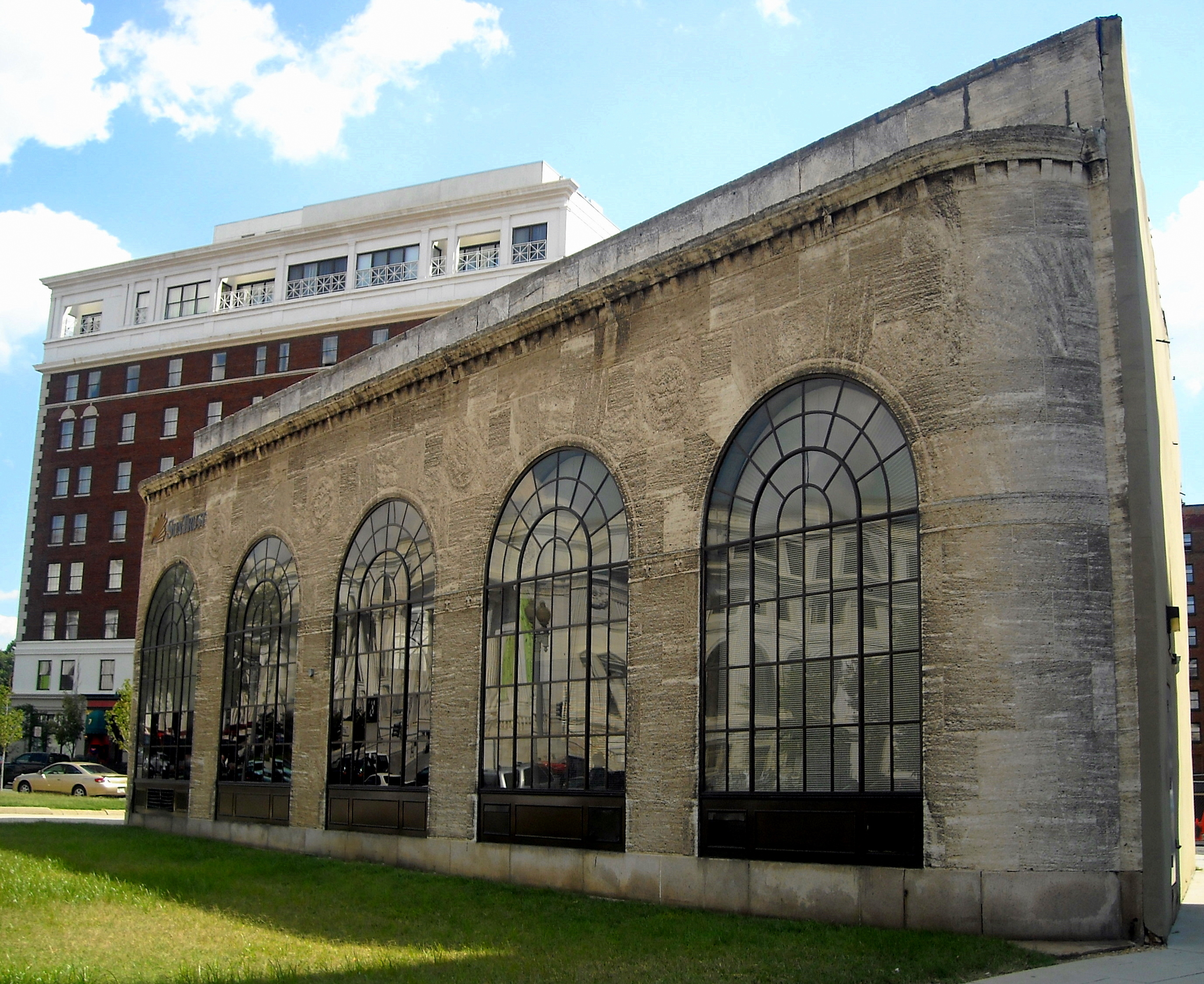
Antigo restaurante da Childs em Washington, DC

William Van Alen nasceu no Brooklyn, Nova Iorque, em 1883. Ele frequentou o Instituto Pratt enquanto trabalhava para o arquiteto Clarence True. Ele também estudou por três anos no Atelier Masquaray, o primeiro ateliê de arquitetura independente nos Estados Unidos, fundado pelo arquiteto franco-americano Emmanuel Louis Masqueray.
Depois de terminar seus estudos, Van Alen trabalhou para diversas empresas em Nova Iorque; dentre elas se destaca o seu trabalho no Hotel Astor em 1902 para a Clinton & Russell, antes de receber a bolsa de estudos para Paris Prize em 1908. A bolsa o levou a estudar em Paris, no ateliê de Victor Laloux na École des Beaux-Arts.
Quando Van Alen retornou a Nova Iorque em 1910, ele havia se interessado por novos estilos arquitetônicos, incluindo o modernismo, pelo qual mais tarde se tornou conhecido. Em 1911, Van Alen formou uma parceria com H. Craig Severance, outro arquiteto com interesses profissionais similares, mas um estilo pessoal bem diferente. Severance era sociável e charmoso, enquanto Van Alen era mais introvertido. A parceria prosperou e ficou conhecida por suas distintas estruturas comerciais de vários andares. Concluíram um edifício em 1914 na Baixa Manhattan, que era notável por ter janelas de vitrine alinhadas com as paredes em vez de recuadas, uma inovação que mais tarde se tornou uma prática padrão. Na década de 1920, Severance e Van Alen começaram a receber comissões maiores, mas seu relacionamento ficou tenso devido a suas diferenças pessoais, e a parceria se dissolveu em 1924.
Severance e Van Alan continuaram a atuar por conta própria em Iorque, mas Van Alen achou difícil obter grandes comissões e sustentou seu escritório com comissões menores. Em meados da década de 1920, ele recebeu duas comissões menores de uma franquia de restaurantes chamada Childs Restaurant, que era conhecida pela qualidade arquitetônica de suas lojas. Seu projeto para o 604 Fifth Avenue, um edifício esbelto de seis andares na Midtown Manhattan concluído em 1925, incorporou janelas de canto curvas que careciam de um poste de apoio, outra inovação que mais tarde se tornou comum. Este edifício, que abrigava um restaurante da Childs nos andares inferiores, recebeu uma crítica de Le Corbusier e outros importantes críticos da arquitetura. Seu design para outro local da Childs na 2 Massachusetts Ave. NW em Washington, DC, concluído em 1926, era muito diferente. Uma estrutura de pedra em uma pequena fundação triangular perto da Union Station, apresentava grandes janelas em arco. Embora a Childs tenha desocupado as duas estruturas na década de 1950, elas continuavam em uso em 2014, o prédio de Manhattan como restaurante e o prédio de Washington como banco.
No final da década de 1920, Severance e Van Alen se envolveram no projeto dos prédios anunciados para se tornarem os edifícios mais altos do mundo: Severence com o Manhattan Trust Building 40 Wall Street e Van Alen com o Chrysler Building. A 318 metros de altura, o prédio de Van Alen venceu. No entanto, ambos os edifícios foram superados em altura pelo Empire State Building em 1931. 
A conclusão do Chrysler Building foi recebida por críticos com reações mistas. Van Alen foi aclamado como um "Doutor da Altitude" e como "o Ziegfeld de sua profissão". No entanto, o próprio edifício foi descrito por alguns críticos como apenas um flash que "não representa nenhuma ideia orgânica convincente" e que era um "projeto feito para que um homem na rua olhasse para cima", mas não tendo "nenhum significado como um projeto sério". No entanto, o Chrysler Building continua sendo uma estrutura de referência da cidade de Nova Iorque.
Van Alen não havia assinado um contrato com Walter Chrysler quando recebeu a comissão da Chrysler Building. Depois que o prédio foi concluído, Van Alen solicitou o pagamento de 6% do orçamento de construção (14 milhões de dólares), um valor que era a taxa padrão da época. Depois que Chrysler recusou o pagamento, Van Alen o processou e ganhou, eventualmente recebendo a taxa. O processo depreciou significativamente sua reputação como arquiteto empregável. Depois que sua carreira foi efetivamente arruinada e futuramente debilitada pela Grande Depressão, Van Alen concentrou sua atenção em ensinar escultura.

## Legado
Van Alen emprestou seu nome ao Van Alen Institute, uma organização sem fins lucrativos sediada em Nova Iorque que se dedica na melhora do design na esfera pública por meio de um programa de exposições, competições, publicações, oficinas e fóruns. Fundado em 1894 com o nome de Society of Beaux-Arts Architects, o instituto foi renomeado em 1996 em homenagem a Van Alen, seu maior benfeitor; nesse momento, a organização foi reorganizada para se concentrar nos domínios públicos. Os projetos do instituto iniciam colaborações interdisciplinares e internacionais entre profissionais, formuladores de políticas, estudantes, educadores e líderes comunitários.[carece de fontes?]

O Van Alen Building, um bloco de apartamentos de luxo neo-Art déco à beira do mar em Brighton, Inglaterra, também recebeu seu nome.